# Ambasvías
Ambasvías (llamada oficialmente Santalla de Ambasvías) es una parroquia española del municipio de Cervantes, en la provincia de Lugo, Galicia.

## Otras denominaciones
La parroquia también es conocida por el nombre de Santa Eulalia de Ambasvías.

## Organización territorial
La parroquia está formada por dos entidades de población:
- Santalla
- Santo Estevo

## Demografía
| Gráfica de evolución demográfica de Ambasvías entre 2000 y 2019 |
|                                                                 |
| Datos según el nomenclátor publicado por el INE.                |